# Ashley Young
Ashley Simon Young (Stevenage, 9 luglio 1985) è un calciatore inglese, difensore o centrocampista dell'Ipswich Town.

## Caratteristiche tecniche
Centrocampista di fascia o ala, grazie alla sua duttilità tattica può giocare anche come terzino, sia sulla fascia destra che su quella sinistra. Vanta corsa, velocità e agilità, oltreché una buona tecnica di base.

## Carriera

### Club

#### Watford
All'età di 10 anni Young, che frequenta la Henry Newman School di Stevenage (la stessa del futuro pilota automobilistico Hamilton), viene notato dal Watford, che lo inserisce subito nelle giovanili, dove l'allenatore Cummins gli dà molta fiducia: la società lo deve portare quasi tutti i giorni da Stevenage a Watford, dove Young, nonostante la giovane età, dimostra di avere delle qualità superiori alla media.
A 16 anni frequenta la scuola del Watford al mattino e svolge gli allenamenti con la squadra al pomeriggio. Qualche dirigente reputa troppo esile il suo fisico e Young, uscito dalle giovanili, decide di rimanere nel Watford senza contratto continuando ad allenarsi con gli Under-16 e con gli Under-17. Un giorno gli viene proposto di giocare con gli Under-18: Young si fa notare, riuscendo a giocare la stagione con gli Under-18 e arrivando fino alla squadra B. A fine stagione gli viene offerto un contratto da professionista.
Ha debuttato all'età di 18 anni con la maglia del Watford, sotto la guida del tecnico Lewington, nel match giocato contro il Millwall, segnando anche una rete. Nella stagione 2003-2004, ha totalizzato cinque presenze da sostituto, oltre che l'esordio dal primo minuto in Coppa di Lega. Nella stagione successiva, è diventato un elemento importante per la sua squadra, prendendo parte a 34 partite e aiutando il club a ottenere la salvezza. Sebbene non sia mai riuscito ad andare in rete, ha fornito tanti assist ai suoi compagni. È stato nominato, al termine del campionato, Giovane dell'anno.
Sotto la guida di Boothroyd nella stagione 2005-2006, a Young è stato affidato il nuovo ruolo di attaccante. Ha giocato quindi 42 partite, trovando la via del gol in 14 occasioni e aiutando così il Watford a raggiungere i play-off, dove ha battuto il Leeds Utd ed è stato promosso in Premier League. Nella finestra di trasferimento invernale del 2007, tre club hanno offerto cinque milioni di sterline per acquistare il giovane talento dell'Inghilterra under 21, ma il Watford ha rifiutato questi approcci. Successivamente, il club ha rifiutato anche un'offerta di sette milioni di sterline da un club che non è stato rivelato.
Un'improvvisa offerta, vicina ai dieci milioni di sterline, è stata fatta dal West Ham Utd ed è stata accettata dal suo club. Young, però, ha rifiutato il trasferimento, dicendo che avrebbe preferito aspettare offerte da squadre che non rischiassero la retrocessione.

#### Aston Villa

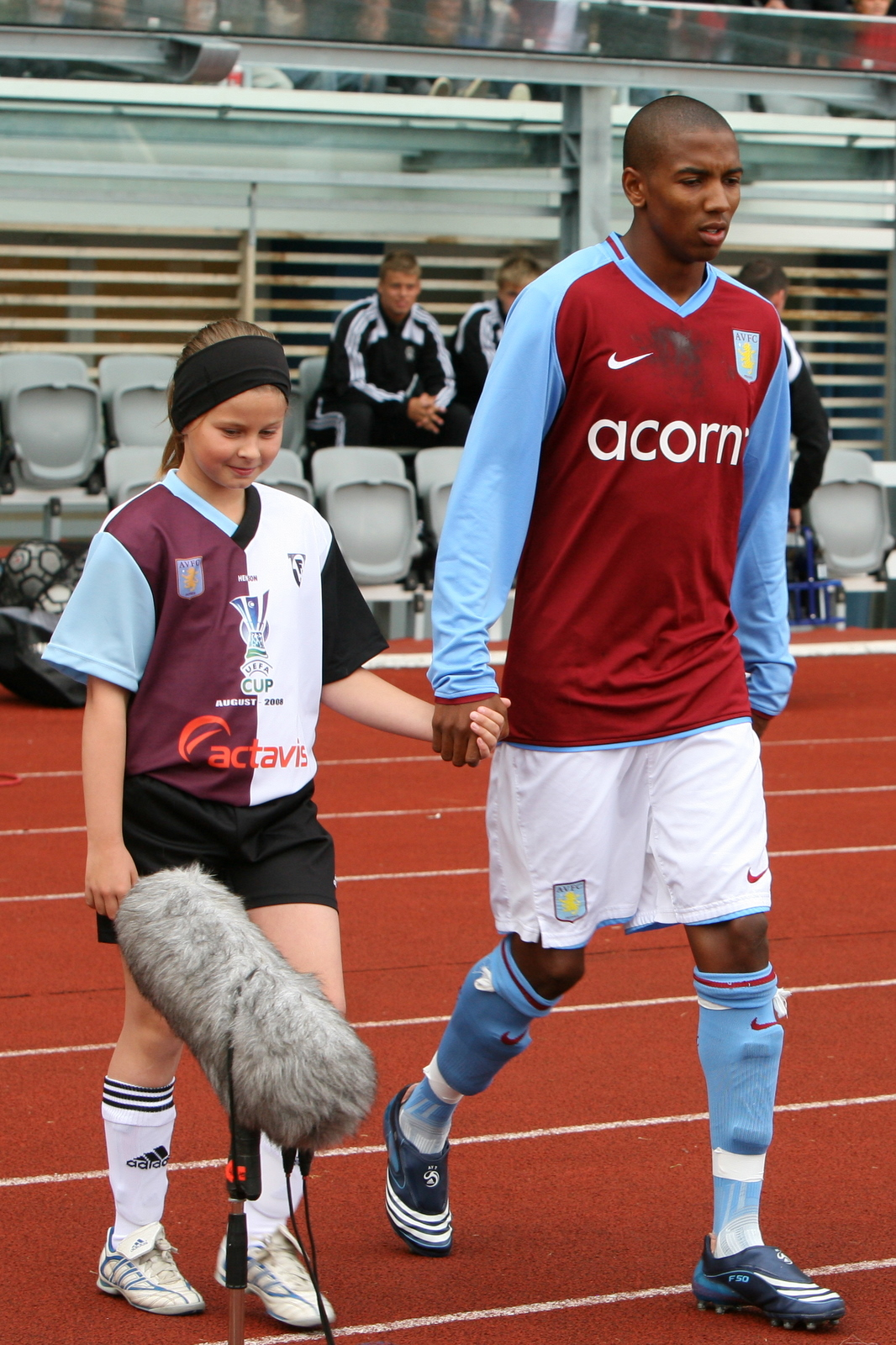
Young con la maglia dell' nel 2008.

Il 23 gennaio 2007 si trasferisce all'Aston Villa per circa 10 milioni di sterline. Otto giorni dopo, è arrivato il debutto contro il Newcastle Utd: Young ha segnato il suo primo gol, ma l'Aston Villa ha perso 1-3.
Ha iniziato la stagione 2007-2008 sotto i migliori auspici: è stato nominato diverse volte Migliore in campo ed è stato premiato dalla convocazione nella nazionale maggiore dell'Inghilterra. Nella partita contro il Blackburn, ha segnato uno splendido gol su calcio di punizione, dimostrando di essere migliorato molto anche in questo fondamentale.
Il 20 aprile 2008 ha segnato due gol nella vittoria per 5-1 nel derby contro il Birmingham City. È stato incluso nella formazione ideale della Premier League, risultando essere, insieme a James del Portsmouth, l'unico calciatore a non fare parte di una delle cosiddette Big Four (Manchester Utd, Arsenal, Liverpool e Chelsea).
Resta nell'Aston Villa per le successive tre stagioni. In totale con i Villans colleziona 190 presenze e 38 reti in tutte le competizioni.

#### Manchester United

##### 2011-2015

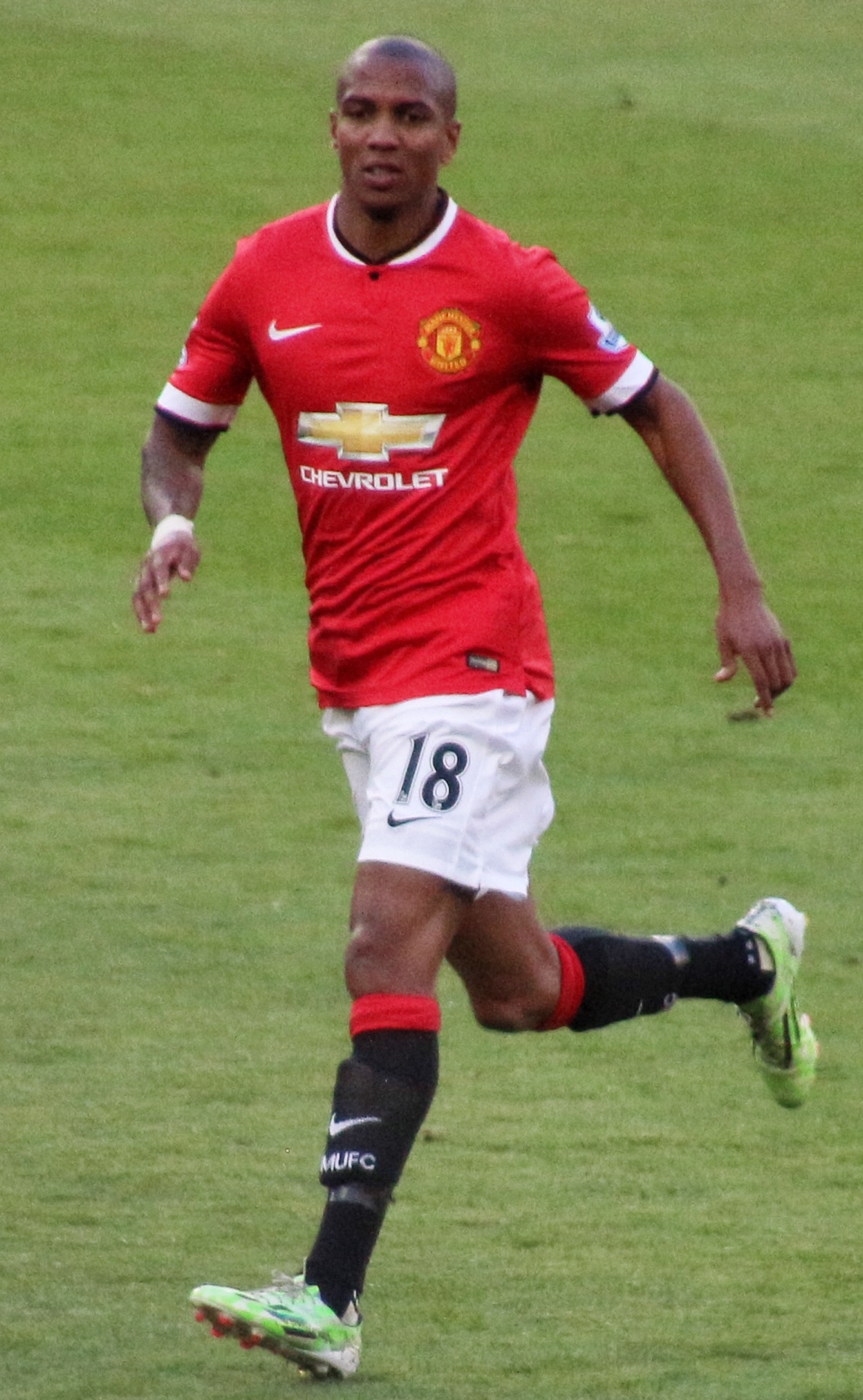
Young in azione con il nel 2015.

Il 23 giugno 2011 si trasferisce al Manchester Utd allenato da Ferguson per 20 milioni di euro, firmando un contratto di cinque anni. Esordisce con la nuova maglia nella gara di Community Shield vinta per 3-2 dalla sua squadra nel derby contro il Manchester City. Il 14 agosto 2011 gioca la sua prima partita di campionato con i Red Devils, quella vinta per 2-1 contro il West Bromwich. Il 28 agosto 2011 realizza una doppietta nella vittoria per 8-2 contro l'Arsenal all'Old Trafford, servendo inoltre tre assist.
Il 27 settembre 2011 segna il primo gol in UEFA Champions League, nella gara pareggiata per 3-3 in casa contro il Basilea, realizzando la rete del 3-3 finale al 90º minuto di gioco. Il 16 febbraio 2012 segna la sua prima rete in Europa League con la maglia del Manchester United nella gara vinta con il risultato di 2-0 sul campo dell'Ajax. Torna a segnare in campionato nella gara vinta per 3-1 sul campo del Tottenham e lo fa con una doppietta. Conclude la sua prima stagione con la maglia dei Red Devils con un bilancio di 33 presenze e 8 gol in totale.
A causa di vari infortuni, che lo colpiscono prima al ginocchio e poi alla caviglia, non riesce a giocare al massimo nella stagione 2012-2013 e colleziona appena 23 presenze tra campionato, UEFA Champions League e coppe nazionali.
Inizia la stagione 2013-2014, la prima agli ordini di David Moyes, con la vittoria del Community Shield, grazie al 2-0 ai danni del Wigan. Il 26 agosto 2013 trova la prima presenza in Premier League nella gara pareggiata 0-0 in casa contro il Chelsea entrando al 67º minuto al posto del compagno Valencia. Il 18 dicembre trova la prima rete stagionale in Football League Cup nella vittoria per 2-0 sul campo dello Stoke City. Il 21 dicembre 2013 trova il primo gol stagionale in Premier League, nella vittoria per 3-1 contro il West Ham Utd. Torna a segnare il 28 gennaio nella gara vinta 2-0 in casa contro il Cardiff City.
Nella stagione 2014-2015, con van Gaal in panchina, trova la prima presenza nella gara persa per 1-2 in casa contro lo Swansea City. Il 20 dicembre 2014 regala il primo assist stagionale al compagno Falcao nella partita pareggiata 1-1 sul campo dell'Aston Villa. Durante il corso della stagione viene anche spesso usato, soprattutto nelle ultime partite, come terzino sinistro di difesa. Il 4 marzo 2015 segna il suo primo gol stagionale, dopo 6 mesi di astinenza, realizzando il gol decisivo all'89º minuto nella partita Newcastle Utd-Manchester United terminata 0-1. Il 12 aprile, in occasione del derby di Manchester vinto per 4-2 contro il Manchester City, realizza un gol e mette a referto 2 assist.

##### 2015-2020

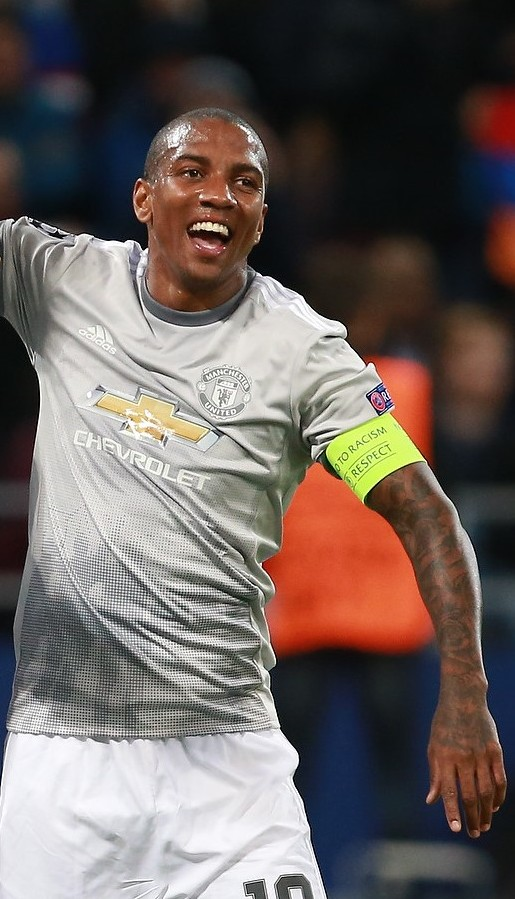
Young con la fascia di capitano del Manchester United nel 2017.

All'inizio della stagione 2015-2016 Young fatica a trovare spazio in squadra, prima che l'infortunio di Valencia gli permetta di guadagnarsi un posto nella formazione iniziale come terzino destro. A gennaio subisce un infortunio che lo tiene fuori fino ad aprile; tornato a disposizione di van Gaal, viene schierato dal tecnico olandese anche come esterno offensivo. Il 17 maggio 2016 trova l'unico gol stagionale nella vittoria per 3-1 contro il Bournemouth. Il 21 maggio successivo vince la FA Cup.
Nella stagione seguente, con l'arrivo in panchina di Mourinho, Young perde posizioni nelle gerarchie della squadra. Tuttavia, a partire da metà febbraio, inizia a giocare con sempre maggiore frequenza. Il 16 aprile 2017 indossa per la prima volta la fascia di capitano del Manchester United nella vittoria per 2-0 contro il Chelsea. In questa stagione, oltre al Community Shield vinto ad agosto 2016, conquista la Coppa di Lega e la UEFA Europa League, senza però scendere in campo in entrambe le finali.
Nelle due annate successive viene impiegato con continuità da terzino destro. Il 28 novembre 2017 realizza la sua prima doppietta dal marzo 2012, andando a segno per due volte nella vittoria per 4-2 contro il Watford.
Nell'agosto 2019, dopo la partenza di Valencia, viene nominato capitano del Manchester United dal tecnico Solskjær. Colleziona 18 presenze stagionali in tutte le competizioni, prima della decisione di lasciare il club dopo 9 anni. Con i Red Devils totalizza globalmente in otto anni e mezzo, 261 presenze segnando 19 reti.

#### Inter
Il 17 gennaio 2020 si trasferisce in Italia, acquistato a titolo definitivo dall'Inter per 1,5 milioni di euro. Esordisce con la maglia nerazzurra il 26 gennaio successivo, in occasione della partita di campionato pareggiata per 1-1 contro il Cagliari; nell'occasione fornisce l'assist per il gol che apre le marcature, a firma di Martínez. Il 16 febbraio trova la prima rete in nerazzurro, siglando il gol del momentaneo vantaggio nella sconfitta esterna per 2-1 contro la Lazio. Confermato titolare come esterno nel centrocampo a 5 del club meneghino, va a segno anche nei successi contro Brescia, Torino e Atalanta per un totale di 4 gol segnati e 4 assist sfornati in 18 partite di campionato.
Nella stagione seguente si alterna con Ivan Perišić sulla fascia sinistra e segna il suo unico gol il 23 maggio 2021, aprendo le marcature contro l’Udinese (5-1) all’ultima giornata, nel giorno della festa per la vittoria dello scudetto; andando in rete all'età di 35 anni e 318 giorni, risulta l'inglese più anziano a segnare in uno dei cinque maggiori campionati europei. Al termine della stagione non rinnova il contratto con l'Inter, ponendo fine alla propria esperienza italiana dopo un anno e mezzo.

#### Ritorno all'Aston Villa

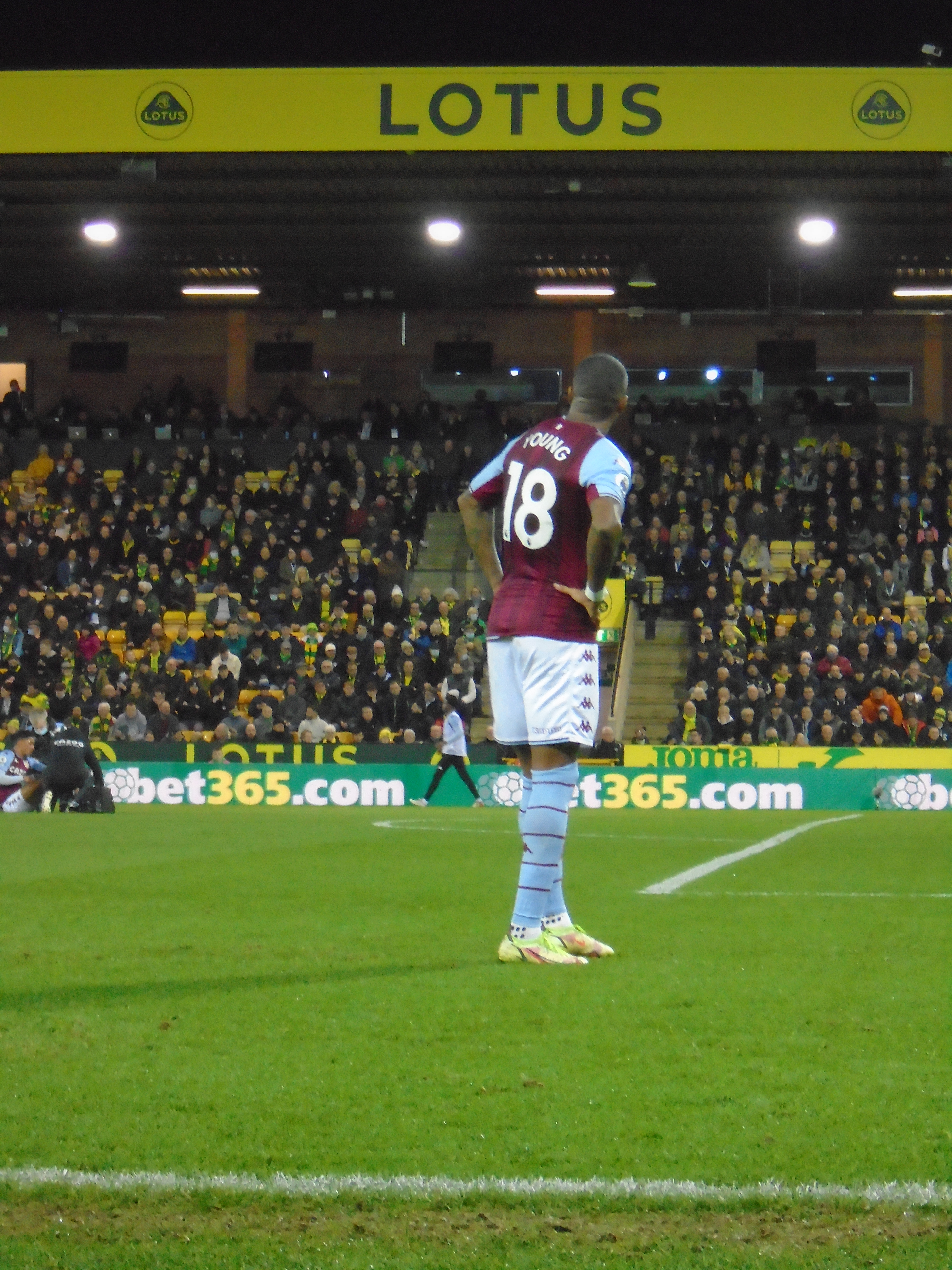
Young in campo con l'Aston Villa nel dicembre 2021, nel corso della sua seconda esperienza con il club di Birmingham

Il 17 giugno 2021 fa ritorno, dopo dieci anni, all'Aston Villa. Colleziona 25 presenze e 2 assist tra Premier e League Cup e il 4 luglio 2022 rinnova il proprio contratto fino al 2023. Il 31 maggio 2023 l'Aston Villa comunica che dal 1º luglio Young sarà svincolato a causa del mancato rinnovo di contratto dopo 250 presenze complessive con il club.

#### Everton
Il 13 luglio 2023 l'Everton comunica l'avvenuta firma del contratto da parte di Young.
Ipswich Town
Il 23 luglio 2025 si trasferisce all'Ipswich Town.

### Nazionale
Già membro dell'Inghilterra dal 2006 al 2007, il 16 novembre 2007 esordisce in nazionale maggiore contro l'Austria. Viene convocato per gli Europei del 2012 in Polonia e Ucraina, giocando da titolare tutte e 4 le partite disputate dall'Inghilterra, che esce ai quarti di finale contro l'Italia ai calci di rigore (dopo aver pareggiato per 0-0 ai supplementari); Young tra l'altro sbaglia uno dei rigori colpendo la traversa.
Nel 2018 viene convocato per il Mondiale in Russia, giocando 5 gare, tra cui la semifinale persa contro la Croazia ai tempi supplementari (l'Inghilterra perderà poi contro il Belgio la finale per il 3º-4º posto).

## Statistiche

### Presenze e reti nei club
Statistiche aggiornate al 8 dicembre 2024.
| Stagione              | Squadra               | Campionato            | Campionato | Campionato | Coppa nazionali | Coppa nazionali | Coppa nazionali | Coppe continentali | Coppe continentali | Coppe continentali | Altre coppe | Altre coppe | Altre coppe | Totale | Totale |
| Stagione              | Squadra               | Comp                  | Pres       | Reti       | Comp            | Pres            | Reti            | Comp               | Pres               | Reti               | Comp        | Pres        | Reti        | Pres   | Reti   |
| --------------------- | --------------------- | --------------------- | ---------- | ---------- | --------------- | --------------- | --------------- | ------------------ | ------------------ | ------------------ | ----------- | ----------- | ----------- | ------ | ------ |
| 2003-2004             | Watford               | FD                    | 5          | 3          | FACup+CdL       | 0+1             | 0               | -                  | -                  | -                  | -           | -           | -           | 6      | 3      |
| 2004-2005             | Watford               | FLC                   | 34         | 0          | FACup+CdL       | 0+4             | 0               | -                  | -                  | -                  | -           | -           | -           | 38     | 0      |
| 2005-2006             | Watford               | FLC                   | 39+3       | 13+1       | FACup+CdL       | 0+1             | 1               | -                  | -                  | -                  | -           | -           | -           | 43     | 15     |
| 2006-gen. 2007        | Watford               | PL                    | 20         | 3          | FACup+CdL       | 1+2             | 0+1             | -                  | -                  | -                  | -           | -           | -           | 23     | 4      |
| Totale Watford        | Totale Watford        | Totale Watford        | 98+3       | 19+1       |                 | 9               | 2               |                    | -                  | -                  |             | -           | -           | 110    | 22     |
| gen.-giu. 2007        | Aston Villa           | PL                    | 13         | 2          | FACup+CdL       | 0+0             | 0               | -                  | -                  | -                  | -           | -           | -           | 13     | 2      |
| 2007-2008             | Aston Villa           | PL                    | 37         | 8          | FACup+CdL       | 1+1             | 0               | -                  | -                  | -                  | -           | -           | -           | 39     | 8      |
| 2008-2009             | Aston Villa           | PL                    | 36         | 7          | FACup+CdL       | 3+1             | 0               | Int+CU             | 2+6                | 1+1                | -           | -           | -           | 48     | 9      |
| 2009-2010             | Aston Villa           | PL                    | 37         | 5          | FACup+CdL       | 6+5             | 2+2             | UEL                | 2                  | 0                  | -           | -           | -           | 50     | 9      |
| 2010-2011             | Aston Villa           | PL                    | 34         | 7          | FACup+CdL       | 2+3             | 0+2             | UEL                | 1                  | 0                  | -           | -           | -           | 40     | 9      |
| 2011-2012             | Manchester Utd        | PL                    | 25         | 6          | FACup+CdL       | 0+0             | 0               | UCL+UEL            | 3+4                | 1+1                | CS          | 1           | 0           | 33     | 8      |
| 2012-2013             | Manchester Utd        | PL                    | 19         | 0          | FACup+CdL       | 2+0             | 0               | UCL                | 2                  | 0                  | -           | -           | -           | 23     | 0      |
| 2013-2014             | Manchester Utd        | PL                    | 20         | 2          | FACup+CdL       | 0+2             | 1               | UCL                | 8                  | 0                  | CS          | 0           | 0           | 30     | 3      |
| 2014-2015             | Manchester Utd        | PL                    | 26         | 2          | FACup+CdL       | 3+0             | 0               | -                  | -                  | -                  | -           | -           | -           | 29     | 2      |
| 2015-2016             | Manchester Utd        | PL                    | 18         | 1          | FACup+CdL       | 1+2             | 0               | UCL+UEL            | 5+0                | 0                  | -           | -           | -           | 26     | 1      |
| 2016-2017             | Manchester Utd        | PL                    | 12         | 0          | FACup+CdL       | 3+1             | 0               | UEL                | 7                  | 0                  | CS          | 0           | 0           | 23     | 0      |
| 2017-2018             | Manchester Utd        | PL                    | 30         | 2          | FACup+CdL       | 4+0             | 0               | UCL                | 4                  | 0                  | SU          | 0           | 0           | 38     | 2      |
| 2018-2019             | Manchester Utd        | PL                    | 30         | 2          | FACup+CdL       | 3+1             | 0               | UCL                | 7                  | 0                  | -           | -           | -           | 41     | 2      |
| 2019-gen. 2020        | Manchester Utd        | PL                    | 12         | 0          | FACup+CdL       | 1+2             | 0               | UEL                | 3                  | 1                  | -           | -           | -           | 18     | 1      |
| Totale Manchester Utd | Totale Manchester Utd | Totale Manchester Utd | 192        | 15         |                 | 25              | 1               |                    | 43                 | 3                  |             | 1           | 0           | 261    | 19     |
| gen.-giu. 2020        | Inter                 | A                     | 18         | 4          | CI              | 2               | 0               | UEL                | 5                  | 0                  | -           | -           | -           | 25     | 4      |
| 2020-2021             | Inter                 | A                     | 26         | 1          | CI              | 3               | 0               | UCL                | 5                  | 0                  | -           | -           | -           | 34     | 1      |
| Totale Inter          | Totale Inter          | Totale Inter          | 44         | 5          |                 | 5               | 0               |                    | 10                 | 0                  |             | -           | -           | 59     | 5      |
| 2021-2022             | Aston Villa           | PL                    | 24         | 0          | FACup+CdL       | 0+1             | 0               | -                  | -                  | -                  | -           | -           | -           | 25     | 0      |
| 2022-2023             | Aston Villa           | PL                    | 29         | 1          | FACup+CdL       | 1+2             | 0               | -                  | -                  | -                  | -           | -           | -           | 32     | 1      |
| Totale Aston Villa    | Totale Aston Villa    | Totale Aston Villa    | 210        | 30         |                 | 26              | 6               |                    | 11                 | 2                  |             | -           | -           | 247    | 38     |
| 2023-2024             | Everton               | PL                    | 31         | 0          | FACup+CdL       | 0+3             | 0+1             | -                  | -                  | -                  | -           | -           | -           | 34     | 1      |
| 2024-2025             | Everton               | PL                    | 12         | 1          | FACup+CdL       | 0+2             | 0+0             | -                  | -                  | -                  | -           | -           | -           | 14     | 1      |
| Totale carriera       | Totale carriera       | Totale carriera       | 590        | 71         |                 | 69              | 10              |                    | 64                 | 5                  |             | 1           | 0           | 724    | 86     |

### Cronologia presenze e reti in nazionale
| Cronologia completa delle presenze e delle reti in nazionale ― Inghilterra | Cronologia completa delle presenze e delle reti in nazionale ― Inghilterra | Cronologia completa delle presenze e delle reti in nazionale ― Inghilterra | Cronologia completa delle presenze e delle reti in nazionale ― Inghilterra | Cronologia completa delle presenze e delle reti in nazionale ― Inghilterra | Cronologia completa delle presenze e delle reti in nazionale ― Inghilterra | Cronologia completa delle presenze e delle reti in nazionale ― Inghilterra | Cronologia completa delle presenze e delle reti in nazionale ― Inghilterra |
| Data                                                                       | Città                                                                      | In casa                                                                    | Risultato                                                                  | Ospiti                                                                     | Competizione                                                               | Reti                                                                       | Note                                                                       |
| -------------------------------------------------------------------------- | -------------------------------------------------------------------------- | -------------------------------------------------------------------------- | -------------------------------------------------------------------------- | -------------------------------------------------------------------------- | -------------------------------------------------------------------------- | -------------------------------------------------------------------------- | -------------------------------------------------------------------------- |
| 16-11-2007                                                                 | Vienna                                                                     | Austria                                                                    | 0 – 1                                                                      | Inghilterra                                                                | Amichevole                                                                 | -                                                                          | 46’                                                                        |
| 6-2-2008                                                                   | Londra                                                                     | Inghilterra                                                                | 2 – 1                                                                      | Svizzera                                                                   | Amichevole                                                                 | -                                                                          | 87’                                                                        |
| 1-6-2008                                                                   | Port of Spain                                                              | Trinidad e Tobago                                                          | 0 – 3                                                                      | Inghilterra                                                                | Amichevole                                                                 | -                                                                          | 57’                                                                        |
| 19-11-2008                                                                 | Berlino                                                                    | Germania                                                                   | 1 – 2                                                                      | Inghilterra                                                                | Amichevole                                                                 | -                                                                          | 77’                                                                        |
| 10-6-2009                                                                  | Londra                                                                     | Inghilterra                                                                | 6 – 0                                                                      | Andorra                                                                    | Qual. Mondiali 2010                                                        | -                                                                          | 46’                                                                        |
| 12-8-2009                                                                  | Amsterdam                                                                  | Paesi Bassi                                                                | 2 – 2                                                                      | Inghilterra                                                                | Amichevole                                                                 | -                                                                          | 68’                                                                        |
| 14-11-2009                                                                 | Doha                                                                       | Brasile                                                                    | 1 – 0                                                                      | Inghilterra                                                                | Amichevole                                                                 | -                                                                          | 87’                                                                        |
| 11-8-2010                                                                  | Londra                                                                     | Inghilterra                                                                | 2 – 1                                                                      | Ungheria                                                                   | Amichevole                                                                 | -                                                                          | 46’                                                                        |
| 3-9-2010                                                                   | Londra                                                                     | Inghilterra                                                                | 4 – 0                                                                      | Bulgaria                                                                   | Qual. Euro 2012                                                            | -                                                                          | 87’                                                                        |
| 12-10-2010                                                                 | Londra                                                                     | Inghilterra                                                                | 0 – 0                                                                      | Montenegro                                                                 | Qual. Euro 2012                                                            | -                                                                          | 60’ 74’                                                                    |
| 17-11-2010                                                                 | Londra                                                                     | Inghilterra                                                                | 1 – 2                                                                      | Francia                                                                    | Amichevole                                                                 | -                                                                          | 46’                                                                        |
| 9-2-2011                                                                   | Copenaghen                                                                 | Danimarca                                                                  | 1 – 2                                                                      | Inghilterra                                                                | Amichevole                                                                 | 1                                                                          | 46’                                                                        |
| 26-3-2011                                                                  | Cardiff                                                                    | Galles                                                                     | 0 – 2                                                                      | Inghilterra                                                                | Qual. Euro 2012                                                            | -                                                                          | 81’                                                                        |
| 29-3-2011                                                                  | Londra                                                                     | Inghilterra                                                                | 1 – 1                                                                      | Ghana                                                                      | Amichevole                                                                 | -                                                                          |                                                                            |
| 4-6-2011                                                                   | Londra                                                                     | Inghilterra                                                                | 2 – 2                                                                      | Svizzera                                                                   | Qual. Euro 2012                                                            | 1                                                                          | 46’                                                                        |
| 2-9-2011                                                                   | Sofia                                                                      | Bulgaria                                                                   | 0 – 3                                                                      | Inghilterra                                                                | Qual. Euro 2012                                                            | -                                                                          | 62’                                                                        |
| 6-9-2011                                                                   | Londra                                                                     | Inghilterra                                                                | 1 – 0                                                                      | Galles                                                                     | Qual. Euro 2012                                                            | 1                                                                          |                                                                            |
| 7-10-2011                                                                  | Podgorica                                                                  | Montenegro                                                                 | 2 – 2                                                                      | Inghilterra                                                                | Qual. Euro 2012                                                            | 1                                                                          | 60’                                                                        |
| 29-2-2012                                                                  | Londra                                                                     | Inghilterra                                                                | 2 – 3                                                                      | Paesi Bassi                                                                | Amichevole                                                                 | 1                                                                          |                                                                            |
| 26-5-2012                                                                  | Oslo                                                                       | Norvegia                                                                   | 0 – 1                                                                      | Inghilterra                                                                | Amichevole                                                                 | 1                                                                          | 73’                                                                        |
| 2-6-2012                                                                   | Londra                                                                     | Inghilterra                                                                | 1 – 0                                                                      | Belgio                                                                     | Amichevole                                                                 | -                                                                          | 66’                                                                        |
| 11-6-2012                                                                  | Donec'k                                                                    | Francia                                                                    | 1 – 1                                                                      | Inghilterra                                                                | Euro 2012 - 1º turno                                                       | -                                                                          |                                                                            |
| 15-6-2012                                                                  | Kiev                                                                       | Svezia                                                                     | 2 – 3                                                                      | Inghilterra                                                                | Euro 2012 - 1º turno                                                       | -                                                                          |                                                                            |
| 19-6-2012                                                                  | Donec'k                                                                    | Inghilterra                                                                | 1 – 0                                                                      | Ucraina                                                                    | Euro 2012 - 1º turno                                                       | -                                                                          |                                                                            |
| 24-6-2012                                                                  | Kiev                                                                       | Inghilterra                                                                | 0 – 0 dts (2 – 4 dtr)                                                      | Italia                                                                     | Euro 2012 - Quarti di finale                                               | -                                                                          |                                                                            |
| 15-8-2012                                                                  | Berna                                                                      | Italia                                                                     | 1 – 2                                                                      | Inghilterra                                                                | Amichevole                                                                 | -                                                                          | 62’                                                                        |
| 14-11-2012                                                                 | Solna                                                                      | Svezia                                                                     | 4 – 2                                                                      | Inghilterra                                                                | Amichevole                                                                 | -                                                                          | 61’                                                                        |
| 22-3-2013                                                                  | Serravalle                                                                 | San Marino                                                                 | 0 – 8                                                                      | Inghilterra                                                                | Qual. Mondiali 2014                                                        | 1                                                                          |                                                                            |
| 26-3-2013                                                                  | Podgorica                                                                  | Montenegro                                                                 | 1 – 1                                                                      | Inghilterra                                                                | Qual. Mondiali 2014                                                        | -                                                                          | 76’                                                                        |
| 10-9-2013                                                                  | Kiev                                                                       | Ucraina                                                                    | 0 – 0                                                                      | Inghilterra                                                                | Qual. Mondiali 2014                                                        | -                                                                          | 68’                                                                        |
| 14-11-2017                                                                 | Londra                                                                     | Inghilterra                                                                | 0 – 0                                                                      | Brasile                                                                    | Amichevole                                                                 | -                                                                          | 81’                                                                        |
| 23-3-2018                                                                  | Amsterdam                                                                  | Paesi Bassi                                                                | 0 – 1                                                                      | Inghilterra                                                                | Amichevole                                                                 | -                                                                          | 71’                                                                        |
| 27-3-2018                                                                  | Londra                                                                     | Inghilterra                                                                | 1 – 1                                                                      | Italia                                                                     | Amichevole                                                                 | -                                                                          | 83’                                                                        |
| 2-6-2018                                                                   | Londra                                                                     | Inghilterra                                                                | 2 – 1                                                                      | Nigeria                                                                    | Amichevole                                                                 | -                                                                          | 68’                                                                        |
| 18-6-2018                                                                  | Volgograd                                                                  | Tunisia                                                                    | 1 – 2                                                                      | Inghilterra                                                                | Mondiali 2018 - 1º turno                                                   | -                                                                          |                                                                            |
| 24-6-2018                                                                  | Nižnij Novgorod                                                            | Inghilterra                                                                | 6 – 1                                                                      | Panama                                                                     | Mondiali 2018 - 1º turno                                                   | -                                                                          |                                                                            |
| 3-7-2018                                                                   | Mosca                                                                      | Colombia                                                                   | 1 – 1 dts (3 – 4 dtr)                                                      | Inghilterra                                                                | Mondiali 2018 - Ottavi di finale                                           | -                                                                          | 102’                                                                       |
| 7-7-2018                                                                   | Samara                                                                     | Svezia                                                                     | 0 – 2                                                                      | Inghilterra                                                                | Mondiali 2018 - Quarti di finale                                           | -                                                                          |                                                                            |
| 11-7-2018                                                                  | Mosca                                                                      | Croazia                                                                    | 2 – 1 dts                                                                  | Inghilterra                                                                | Mondiali 2018 - Semifinale                                                 | -                                                                          | 90+1’                                                                      |
| Totale                                                                     |                                                                            | Presenze                                                                   | 39                                                                         |                                                                            | Reti                                                                       | 7                                                                          |                                                                            |

## Palmarès

### Club

#### Competizioni nazionali
- Community Shield: 3

Manchester United: 2011, 2013, 2016
- Campionato inglese: 1

Manchester United: 2012-2013
- Coppa d'Inghilterra: 1

Manchester United: 2015-2016
- Coppa di Lega inglese: 1

Manchester United: 2016-2017
- Campionato italiano: 1

Inter: 2020-2021

#### Competizioni internazionali
- UEFA Europa League: 1

Manchester United: 2016-2017

### Individuale
- Giovane dell'anno del Watford: 1

2004-2005
- Squadra dell'anno della PFA: 1

2007-2008
- Giovane dell'anno della PFA: 1

2009